# Pilastra
Una pilastra, palabra proveniente del italiano pilastro, es un pilar o columna, de base cuadrangular, adosado a un muro o pared. Su función puede ser estructural, sosteniendo techo, tejado, entablamento, moldura o arquitrabe, o meramente decorativa. La pilastra (palabra derivada de pilar) puede estar compuesta de los mismos elementos arquitectónicos que las columnas o pilares, como son base, fuste y capitel, según los diferentes órdenes arquitectónicos. Cuando sobresalen del muro y son alargadas y conectadas con arquerías ciegas reciben el nombre de bandas lombardas.

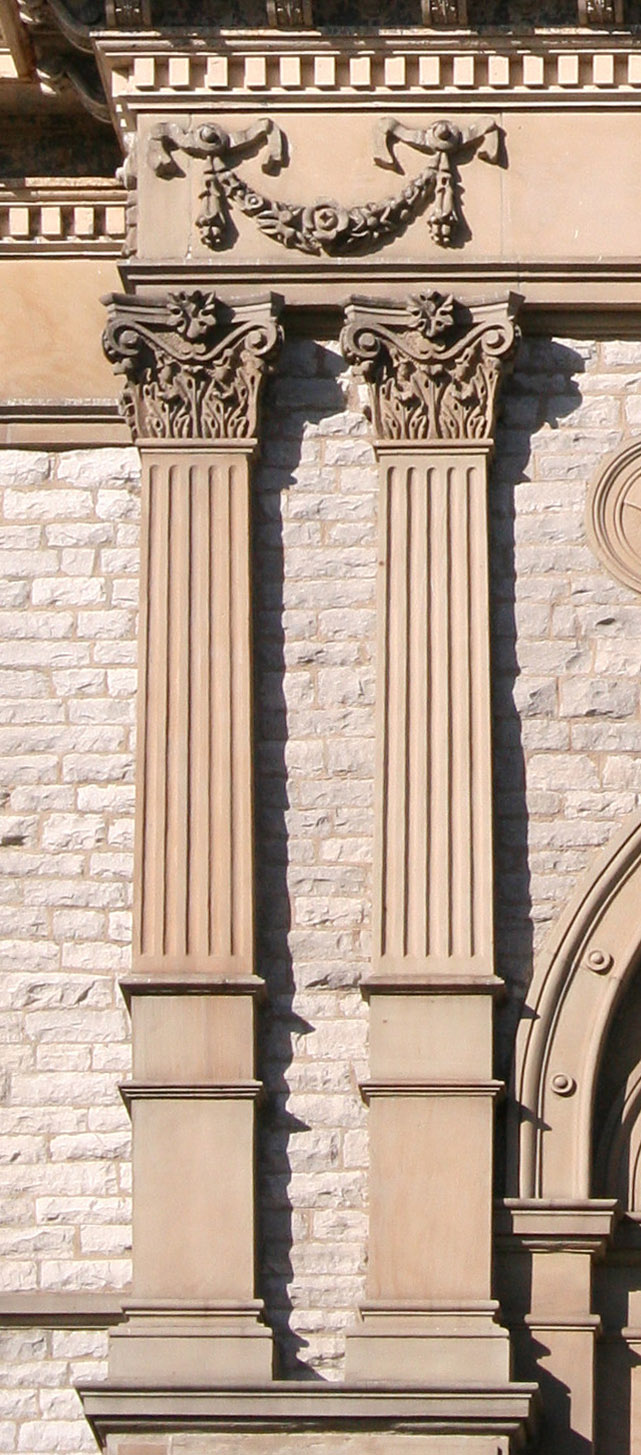
Pilastras en una casa de campo de Sídney (Ohio).

## Historia
Las primeras pilastras pétreas conocidas se erigieron en el complejo funerario del faraón Dyeser (Zoser), en la actual Saqqara, Egipto, como elemento semi-decorativo, sin perder su función estructural, imitando troncos vegetales agrupados —su inmediato precedente—, a modo de columnas adosadas al final de un muro. En la Arquitectura griega existe pocos ejemplos de pilastras, debido a que los elementos estructurales configuraban la forma de los edificios. En las construcciones de la Antigua Roma se utilizaron profusamente.
Un caso singular de uso de pilastra se produce en la Arquitectura gótica, donde los elementos que soportaban las bóvedas de crucería eran los pilares cruciformes (es decir, en forma de cruz vistos en sección). Estos pilares tienen esta forma porque es un pilar que en cada una de sus cuatro caras se le ha «adherido» una pilastra que es continuación del «nervio» del arco correspondiente, conformando el conjunto esta forma de elementos nervados tan característicos del Gótico.
Como la finalidad decorativa de las pilastras era muy apreciada, va perdiendo su función sustentante, adosándose más al muro, incluso hasta encastrarse. Este punto de inflexión fue dado, en general, en la Arquitectura renacentista, en especial en el Cinquecento y Manierismo, y fue usada muy ampliamente en el Barroco, en especial en fachadas y altares. La proliferación de estas en el Barroco hizo surgir variantes de la simple pilastra como el estípite, pilastra o pilar cuyo tronco o fuste está en forma de tronco invertido de pirámide, especialmente abundantes en el Barroco español.

## Galería de imágenes

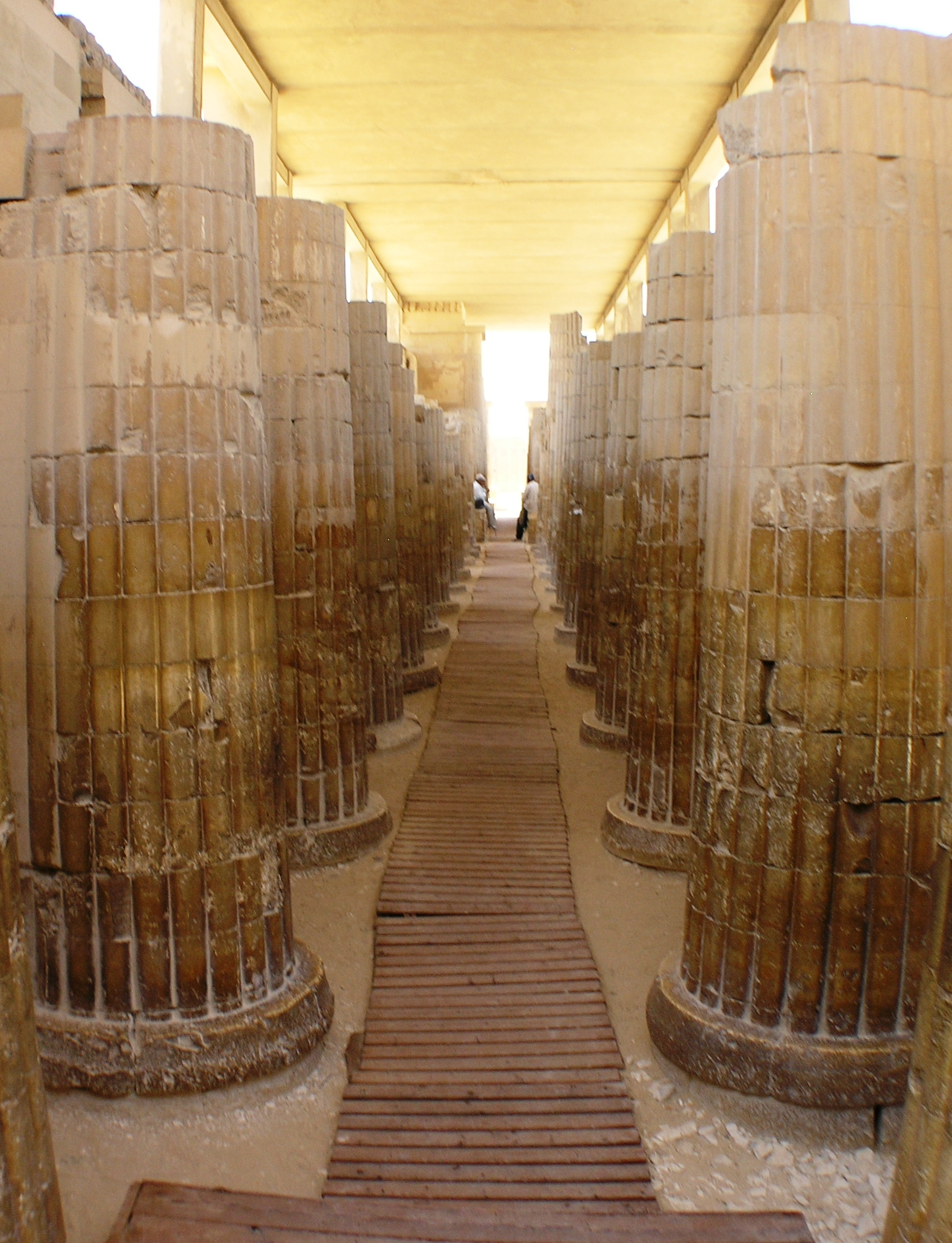
Las primeras pilastras conocidas se erigieron en el complejo funerario de Dyeser. Saqqara, Egipto.
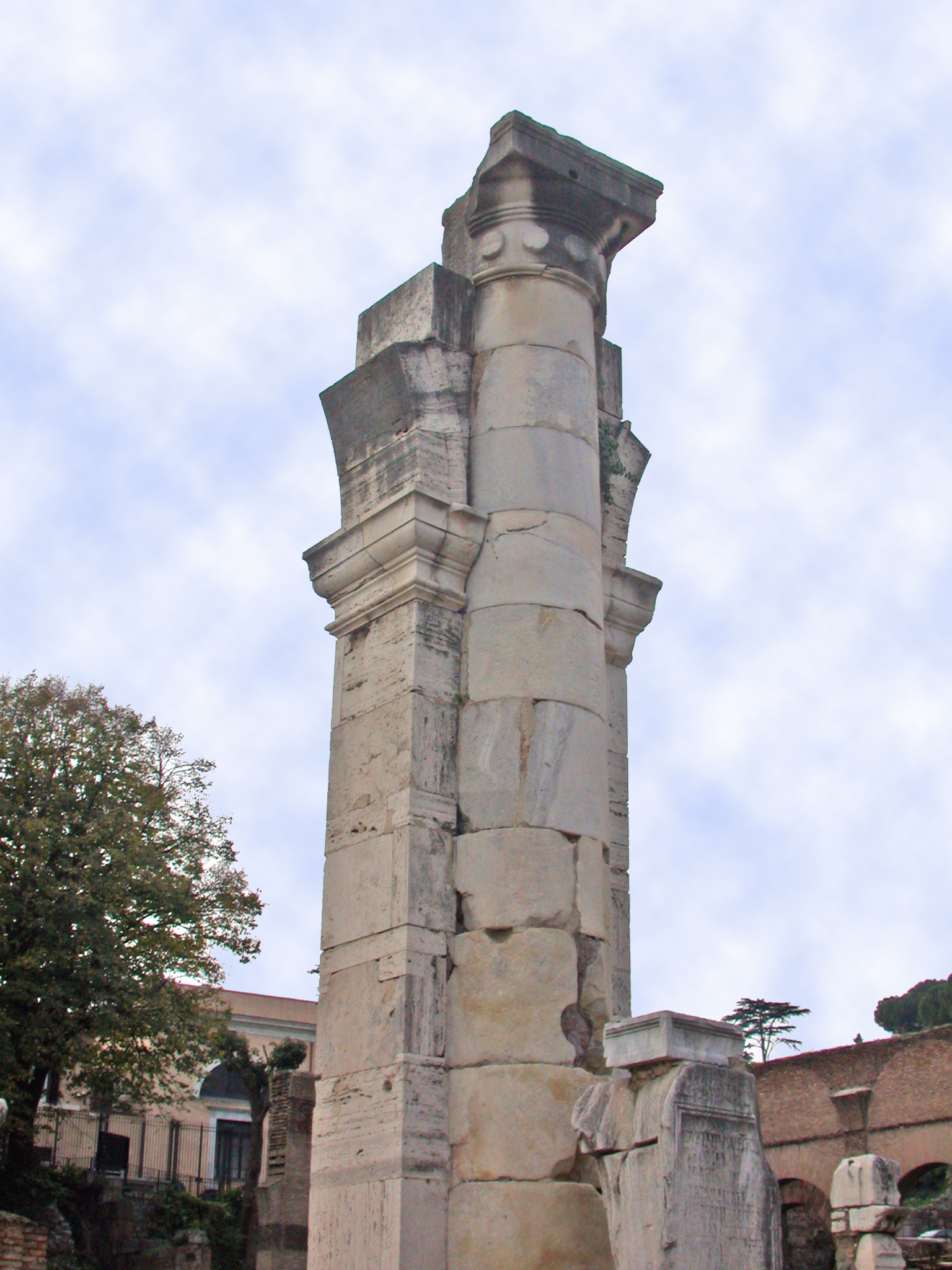
Restos de una pilastra de la Basílica Julia, Roma, Italia.
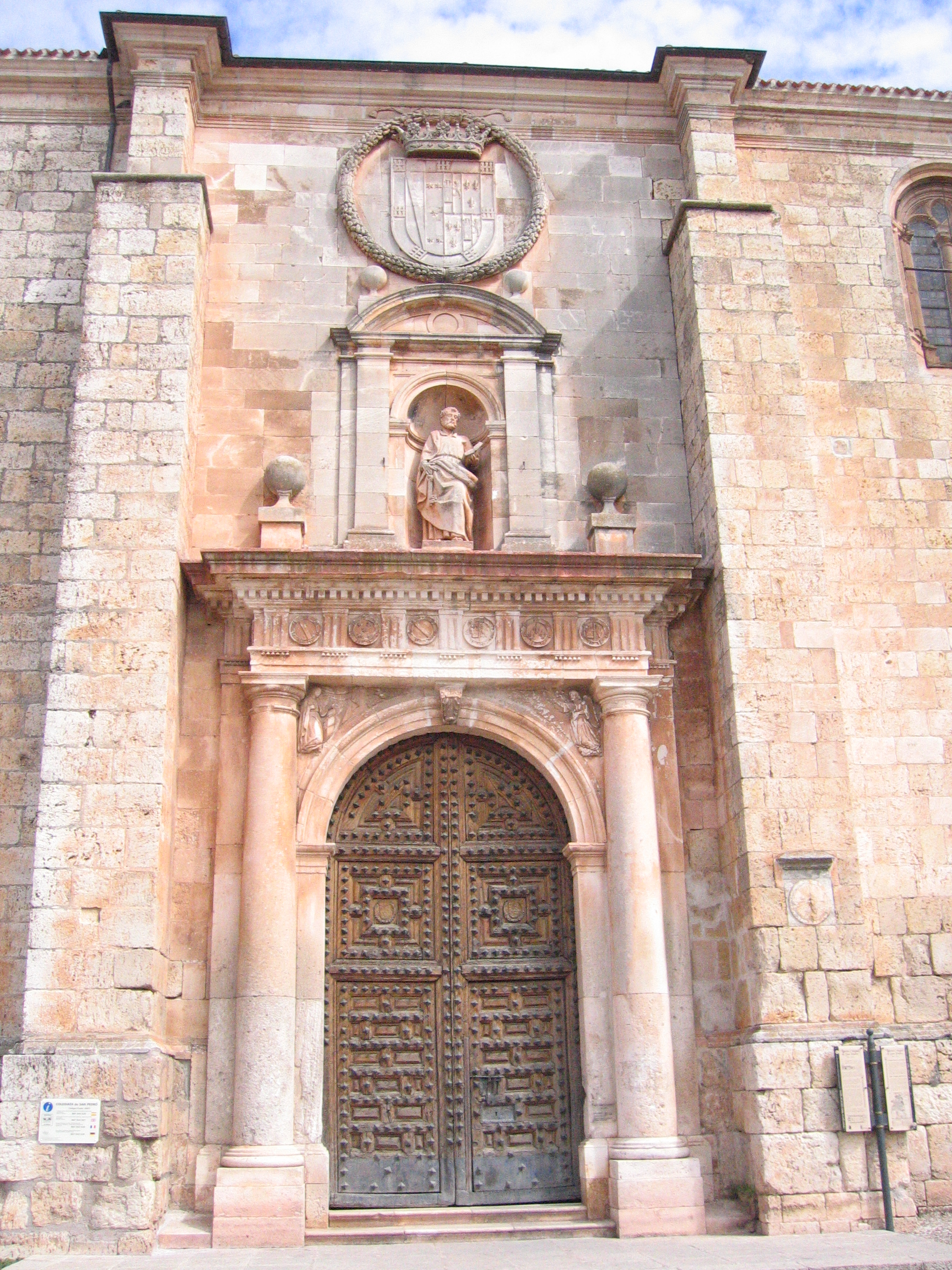
Portada con pilastras en la Colegiata de San Pedro en Lerma, España.
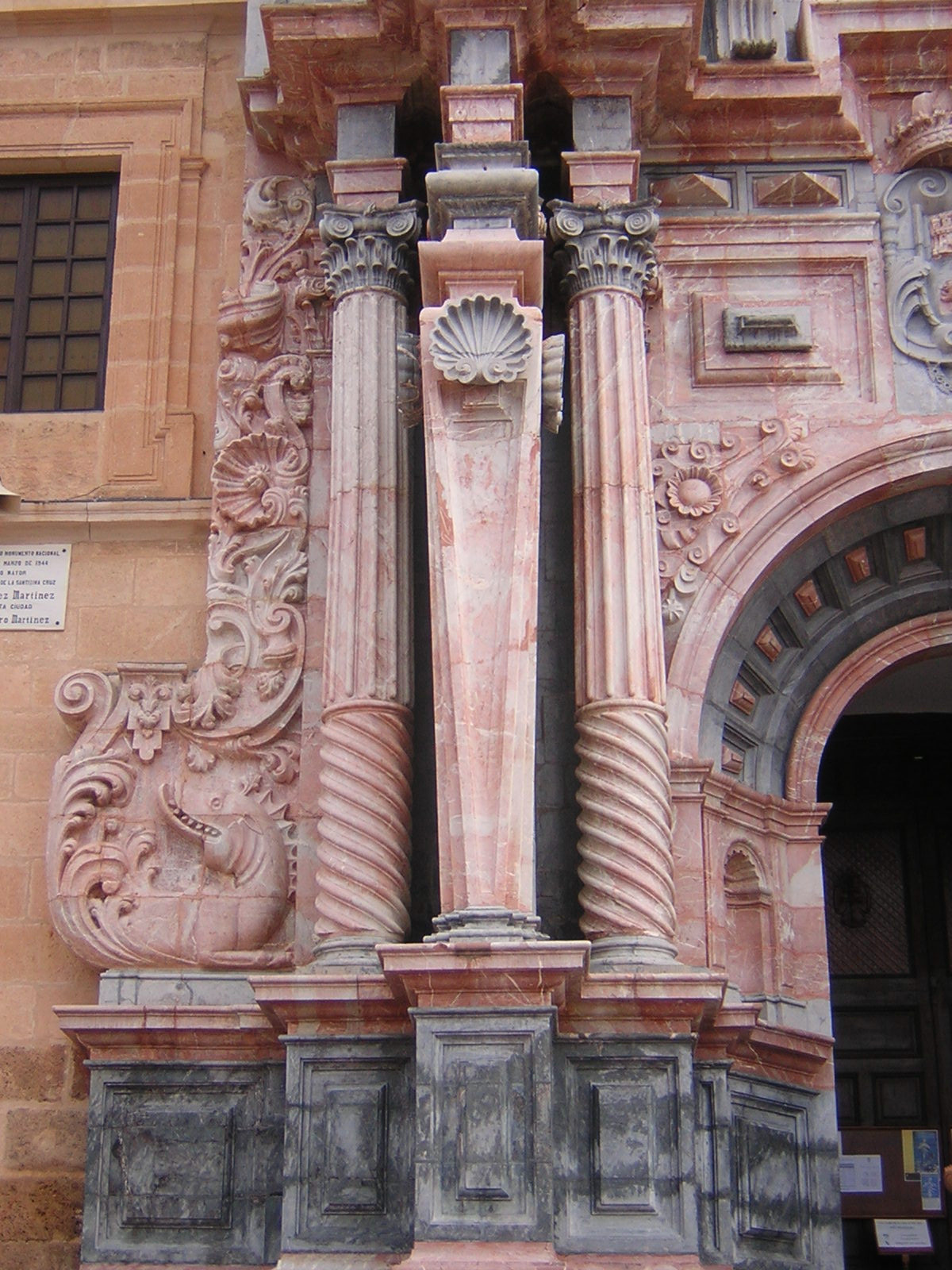
Estípite en la iglesia de la Vera Cruz de Caravaca de la Cruz, España.